# Compañía Colombiana de Navegación Aérea
La Compañía Colombiana de Navegación Aérea, abreviado como CCNA, fue la primera compañía de aviación civil comercial en Colombia y  América. Fue registrada libro de actas el 16 de septiembre de 1919.
El 26 de septiembre del mismo año se legalizó la sociedad en la notaría primera de la ciudad de Medellín, ante el notario Zacarías Cock B., según consta en la escritura pública #2448. 
La CCNA inició en principio sus operaciones con el ensamble de los dos primeros aviones franceses Farman F.40, los cuales fueron bautizados con los nombres de "Cartagena" y "Santa Marta". El ensamble de las aeronaves se realizó en un improvisado hangar construido de palmas en un terreno de Bocagrande, una zona poco habitada de la ciudad de Cartagena, llena de manglares. 
Los aeroplanos Farman F.40 eran biplanos fabricados en 1915 para ser utilizados como bombarderos durante la Primera Guerra Mundial, y formaron parte de las cuarenta escuadrillas del ejército Francés, hasta su retiro y reemplazo en 1917. Equipados con un motor de empuje trasero de 135 HP,  con capacidad para un piloto y dos pasajeros. 
La compañía contrató como aviadores a los francés René Bazin y Jacques Jourdanet, junto con los mecánicos George Goupil y Eugène Georges. 
La CCNA había adquirido un total de 4 aeroplanos Farman F.40 y un Farman F.60 Goliath. Los Farman F.40 fueron bautizados con los nombres de "Cartagena", "Santa Marta" y "Medellín" el cuarto Farman F.40 no alcanzó a ser bautizado y el Farman F.60 Goliath recibió el nombre de "Barranquilla".

## Primeros Vuelos
El vuelo inaugural de la CCNA se efectuó el 15 de febrero de 1920 en el Farman F40 "Cartagena", en la ciudad del mismo nombre, bajo el mando del piloto francés René Bazin y teniendo como pasajeros a Guillermo Echavarría Misas, gerente de la CCNA y a la reina del carnaval Tulita Martínez Martelo "Tulipán 1ª", en un vuelo de 20 minutos.
El día anterior el aviador René Bazin, había realizado un vuelo de prueba de 15 minutos por los alrededores de Bocagrande, llevando a los mecánicos Goupil y Georges. Posteriormente Bazin realizó otro vuelo corto con Guillermo Echavarría y Espriella como pasajeros.

#### Primer Vuelo Oficial de Correo Aéreo en Colombia
El primer vuelo con Correo Aéreo oficial en Colombia, fue realizado por la CCNA el 22 de febrero de 1920, en un vuelo entre las ciudades de Cartagena y Barranquilla en el Farman F40 "Cartagena" al mando del piloto René Bazin, con Guillermo Echavarría Misas como conductor del correo y el mecánico George Goupil. Este vuelo tuvo una duración de 1 hora y 10 minutos.
Las primeras estampillas de la CCNA fueron elaboradas en la Tipografía Valiente de Barranquilla, para lo cual fueron utilizadas unas viñetas publicitarias suministradas por los representantes de la Curtis, viñetas a las cuales se le imprimió el porte correspondiente.
La CCNA había logrado el 3 de diciembre de 1919 el contrato de exclusividad del transporte del Correo Aéreo con el Gobierno Colombiano.

#### Primer Vuelo Oficial con Boletos pagados en Colombia
El primer vuelo oficial de pasajeros con boleto aéreo pagado, se realizó el 4 de marzo de 1920, en el "Cartagena" con el piloto René Bazin y los pasajeros Eduardo de la Espriella y Mario Santodomingo, en un vuelo de Barranquilla a Cartagena, arribando a las 17 horas y 35 minutos, en un vuelo de 1 hora y 15 minutos.
El día 7 de marzo se realizó el vuelo de regreso con los mismos pasajeros de Cartagena a Barranquilla, partiendo a las 7 horas 10 minutos. 
Luego de realizadas sus exploraciones por el interior del país, con el fin de encontrar los terrenos apropiados para la construcción de los campos de aviación, el aviador Jacques Jourdanet se reincorporó a sus labores como piloto, realizando vuelos entre las ciudades de Cartagena y Barranquilla. 

#### Primera Víctima Fatal de un accidente aéreo en Colombia
El 29 de abril de 1920, durante la realización de un corto vuelo en Barranquilla en el Farman F.40 "Cartagena", llevando como pasajeros a la señora Pepa Restrepo de Vásquez y su hijo Jaime, el aeroplano se precipitó a tierra, dejando muerto de inmediato al aviador Jourdanet y heridos a sus dos pasajeros, con heridas del joven Jaime Vásquez de suma gravedad.
Quedaba registrado el aviador Jacques Jourdanet como la primera víctima de la aviación en Colombia.

## El Farman F.60 Goliath

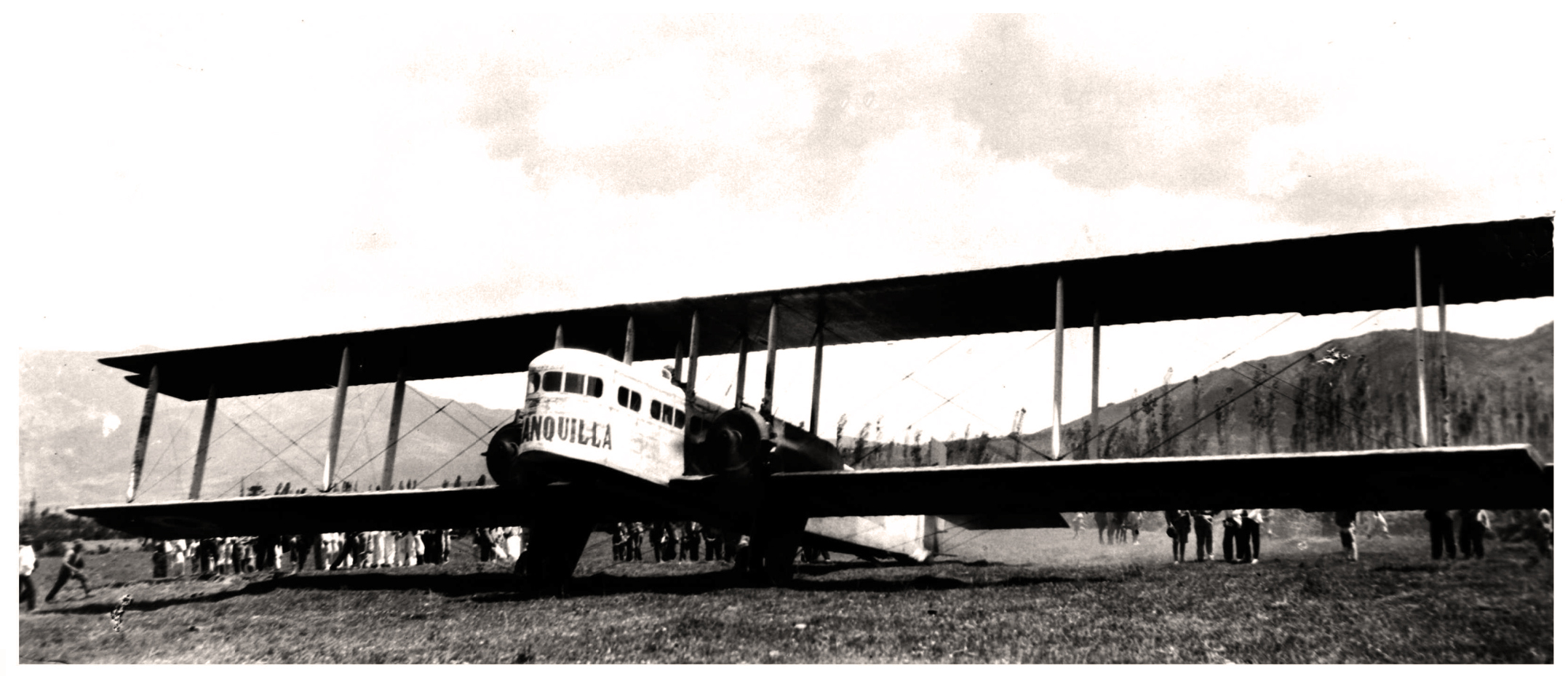
Farman F.60 "Barranquilla"

El 25 de septiembre de 1920 se realizó en Barranquilla el bautizo y el primer vuelo oficial de inauguración del imponente avión Farman F.60 Goliath, al que se le dio en nombre de Barranquilla. Con este primer vuelo se daba inicio a una nueva etapa, con una imponente aeronave, con capacidad para 14 pasajeros y un aviador.
Su traslado y montaje había representado un gran reto, ante la magnitud de aquel imponente avión.
El 30 de septiembre el aviador René Bazin efectuó un vuelo de prueba de larga duración, al que fueron invitados un grupo de periodistas. El vuelo cubrió la ruta Barranquilla - Mompós - Valledupar - Santa Marta - Barranquilla, y tuvo una duración de 5 horas y 15 minutos.
Durante el mes de octubre se realizaron varios vuelos con el cupo lleno, y cuando se disponían a iniciar los vuelos regulares, Bazin recibió la orden de suspender definitivamente la operación de este fabuloso aeroplano.
Se había encontrado que los motores del Goliath "Barranquilla", con los números 11,596 y 13,670, estaban dentro de la lista de los 5,000 motores fabricados por la Casa Salmson que estaban presentando problemas con la rotura del cigüeñal en las primeras horas de vuelo. Según la lista, los motores comprendidos entre los números de serie 10,001 y 15,000 presentaban un alto riesgo.

## Viaje a Puerto Berrio
El 27 de noviembre de 1920 se realizó el primer vuelo de ensayo del recién ensamblado Farman F.40 que fue bautizado con el nombre de "Medellín" y al que se había también convertido en hidroavión.
El 30 de noviembre de 1920 a las 6:30 a. m., René Bazin en compañía de su mecánico Georges Goupil, inició su proyectado viaje de Cartagena a Puerto Berrio, con la finalidad de tratar de anticiparse al vuelo que tenía preparado la SCADTA desde Barranquilla hasta Bogotá.
El "Medellín" realizó una escala de una hora en Barranquilla en donde descargó el saco de correo que transportaba. Luego realizaron escalas en Calamar y El Banco, completando un total de 5 horas y 30 minutos, recorriendo 385 kilómetros. 
Pasaron la noche en El Banco, y al tratar de despegar al día siguiente se encontraron con problemas en los flotadores, que habían sido averiados por los lugareños que en la noche se habían entretenido deslizando piedras sobre ellos.
Debieron encargar nuevos flotadores a Barranquilla, de donde llegaron el 5 de diciembre, para reiniciar su vuelo el 7 de diciembre. Partiendo de El Banco, pasaron por Bodega, Puerto Wilches y ante la fuerte lluvia, baja visibilidad y el combustible agotado debieron acuatizar en lo que resultó ser San Bartolomé, a unos 20 kilómetros de Puerto Berrio. Cuando trataron de reiniciar su vuelo para llegar a Puerto Berrio, se encontraron con un flotador averiado.
René Bazin debió dejar el aeroplano al cuidado del mecánico Georges Goupil y dirigirse en canoa hasta Puerto Berrio, a encontrarse con Guillermo Echavarría y entregar la bolsa con el correo.
Luego de regresar a San Bartolomé, les fue imposible lograr hacer elevarse al aeroplano, con la ayuda de canoas acondicionadas como flotadores. Ante dicho fracaso, debieron dejar el aeroplano al cuidado de un hombre de confianza de la compañía y regresarse en barco a Barranquilla.

## Cierre de Operaciones
Dadas las dificultades que presentaba a finales de 1920, la "Compañía Colombiana de Navegación Aérea" CCNA decidió dan por terminado por anticipado el contrato con sus empleados.
Fue así como el 6 de diciembre de 1920 en carta enviada al aviador René Bazin, exponen los argumentos por los cuales deben terminar por anticipado los contratos, ofreciéndoles un mes de sueldo y los gastos del viaje de regreso a su patria.
Además les plantean la necesidad de trasladar el otro aeroplano Farman F.40 a Puerto Berrio, junto con las ruedas del tren de aterrizaje de dicho aeroplano, lo mismo que las del "Medellín" que ya estaba en Puerto Berrio.
También plantean en dicha carta el problema presentó con los motores del Farman F.60 Goliath, dejando al lado derecho una nota, en la que sugieren su creencia de que los motores del "Barranquilla", posiblemente no estarían afectados, dado que ya habían cumplido varias horas de vuelo sin presentar dificultades.
Anexan a la carta la correspondencia recibida desde Francia, donde se reporta el daño que estaban presentando dichos motores.
Quienes no terminaban de resolver sus problemas eran los propietarios de la CCNA, la Compañía Colombiana de Navegación Aérea establecida en Medellín en 1919. En el hangar que la CCNA tenía en Barranquilla, se hallaba estacionado el avión FARMAN F.60, tipo GOLIATH, bimotor francés de gran tamaño, en estado de inmovilidad, con la orden de no ponerlo en funcionamiento por instrucciones expresas de la gerencia de la compañía.
Este aparato había llegado desarmado en un barco a Puerto Colombia, procedente de Francia, a mediados de septiembre de 1920 siendo recibido en el puerto por el piloto francés René Bazin quien con la asesoría del mecánico George Goupil se encargaron de armar el avión. Las alas de la enorme nave tenían 28 metros de envergadura.
El Goliath quedó listo para efectuar un vuelo de ensayo, el cual se efectuó el 25 de septiembre de 1920 sobre Barranquilla, piloteado por Bazin llevando a bordo a 16 pasajeros invitados para la ocasión.
Después de este resultado satisfactorio se programó otro vuelo de prueba de larga duración, con periodistas invitados el 30 de septiembre partiendo de Barranquilla y pasando por Mompox, Valledupar, Santa Marta y regresando a Barranquilla con una duración de 5 horas y 15 minutos.
Hasta el mes de octubre se continuaron los vuelos con este avión y de repente, desde Medellín, le llegó a Bazin la orden de no programar más vuelos en este aparato. La gerencia de la CCNA le explicaba al piloto que habían recibido noticias de Francia que informaban que los dos motores del Goliath, fabricados por la sociedad SALMSON, no eran confiables puesto que se les había detectado un defecto en el cigüeñal, que se fracturaba en el aire durante las primeras horas de operación. Con esta infausta noticia la compañía había decidido poner fin a sus operaciones, por lo que Bazin y los mecánicos fueron liquidados el 31 de diciembre de 1920 y enviado de vuelta a Francia en barco.
El avión seguía inmovilizado en Barranquilla, pero la CCNA estaba interesada en trasladarlo a Medellín. Averiguaron quien se le podía medir a semejante insensatez, puesto que ya era de público conocimiento los riesgos que se correrían al volar este aeroplano, señalado de poseer los dos motores defectuosos.
Entre los posibles candidatos para llevar a cabo esta arriesgada misión estaban el aviador estadounidense William Knox Martin, apodado "el Loco" y el aviador italiano Ferruccio Guicciardi.

## Día de la Aviación Civil Colombiana
Por Decreto N.º 1905 de 1979 (agosto 03), por el cual se instituye el 26 de septiembre como "Día de la Aviación Civil Colombiana", en conmemoración de la creación, ese día de 1919 en Medellín, de la Compañía Colombiana de Navegación Aérea (CCNA), como la primera compañía de aviación que se legalizó e inició operaciones comerciales en Colombia.